# Priolepis dawsoni
Priolepis dawsoni är en fiskart som beskrevs av Greenfield, 1989. Priolepis dawsoni ingår i släktet Priolepis och familjen smörbultsfiskar. Inga underarter finns listade i Catalogue of Life.